# Густав Бадін
Адольф Людвіг Густав Фредрік Альберт Бадін (швед. Adolf Ludvig Gustav Fredrik Albert Badin, справжнє ім'я Couchi або Couschi, відомий як Бадін; 1747 або 1750, Санта-Крус, Віргінські острови, Данія — 18 березня 1822, Стокгольм, Швеція) — шведський політик, спочатку був рабом, потім — шведський придворний і мемуарист, дворецький королеви Швеції Луїзи Ульріки, а потім принцеси Софії Альбертини Шведської.

## Біографія

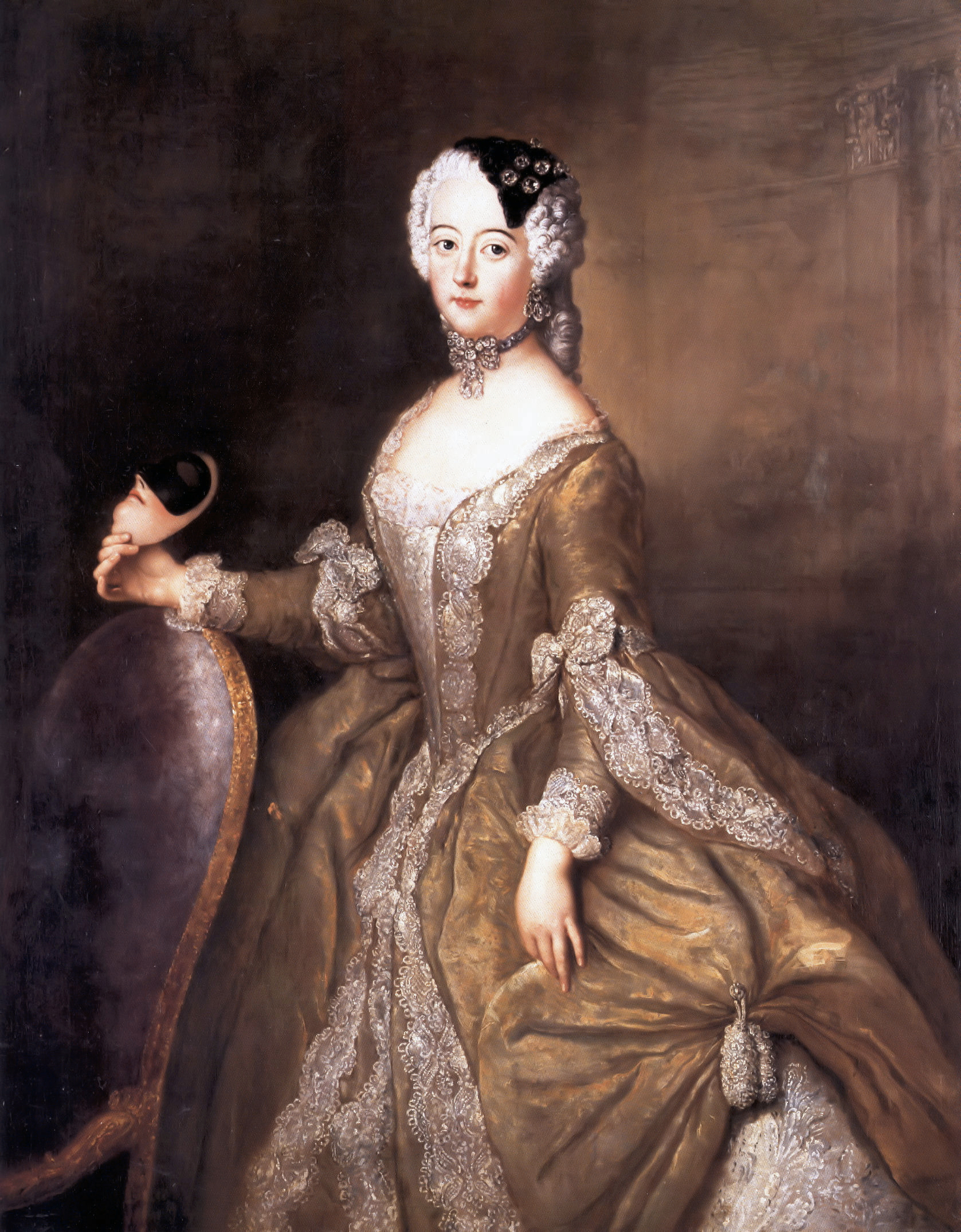
Антуан Пен. Луїза Ульріка, покровителька Бадіна.

Бадін народився в Африці або на острові Санта-Крус (один з Віргінських островів, що належав тоді Данії). Він сам стверджував, що єдине, що він міг згадати про своє минуле, це — хатина його батьків, що палає. Невідомо, чи це відбулося в Африці, чи на Санта-Крус.
Бадін був куплений данським капітаном Екебергом (швед. Ekeberg) і доставлений в Європу, ймовірно, на кораблі Данської Вест-Індійської компанії. Екеберг передав його шведському державному раднику Андерсу фон Резеру, який, у свою чергу, в 1757 році передав його в якості подарунка королеві Швеції Луїзі Ульріці Прусській. Вважалося, що його первісне ім'я було Couschi, але став широко відомий як «Бадін», що по-французьки означає «бешкетник» або «веселун». Прізвисько «Бадін» почало сприйматися сучасниками як його прізвище. Дата його народження насправді невідома; 1747 рік прийнятий за неї за традицією (1750 рік вважається більш правильним сучасними істориками).

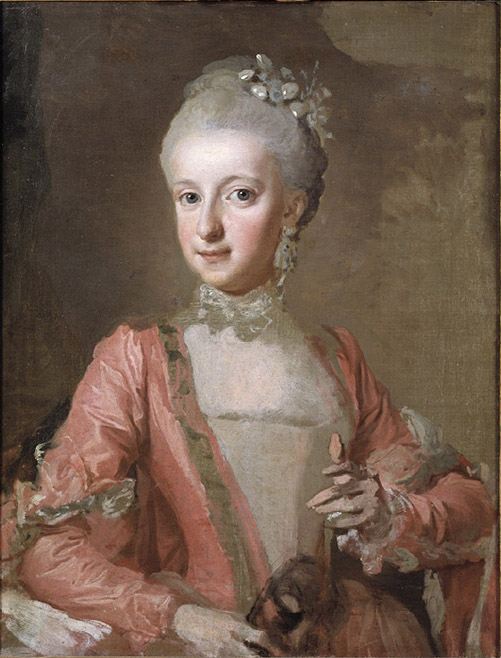
Лоренс Паш. Софія Альбертина, покровителька Бадіна.

Луїза Ульріка, якій випало читати французьких філософів і листуватися з Вольтером, вирішила провести експеримент з виховання тубільця. Вона цікавилася наукою і заснувала Академію наук, де, серед іншого, обговорювалися питання походження людини і цивілізації, природа «дикунів», співвідношення «благородного дикуна» і «природної людини», а в Бадіні вона бачила можливість перевірити теорії Руссо і Карла Ліннея. Вона охрестила його (11 грудня 1768 року в каплиці палацу Дроттнінггольм у присутності майже всієї королівської родини (християнські імена він отримав на честь дітей королеви) і навчила його читати і писати, але після цього йому було дозволено жити в повній відповідності з його власною волею і думками. Він виріс приятелем дітей королівської сім'ї, які виховувалися в набагато більш жорстких рамках, ніж він, і йому було дозволено говорити з ними природним чином і навіть боротися з ними і дратувати їх, що сприймалося оточенням як скандальний приклад. Канцлер граф Фредрік Спарре писав у 1763 році:
«Правило, якому вимагалось слідувати у вихованні, гласило: дозволити йому робити більшу частину часу те, що він хоче, принаймні ніколи не ганити його і не застосовувати будь-якого тілесного покарання до нього… Його манери і мова непристойні настільки, що ви смієтеся над ними, через що він все більше і більше вважає, що вони є смішними».

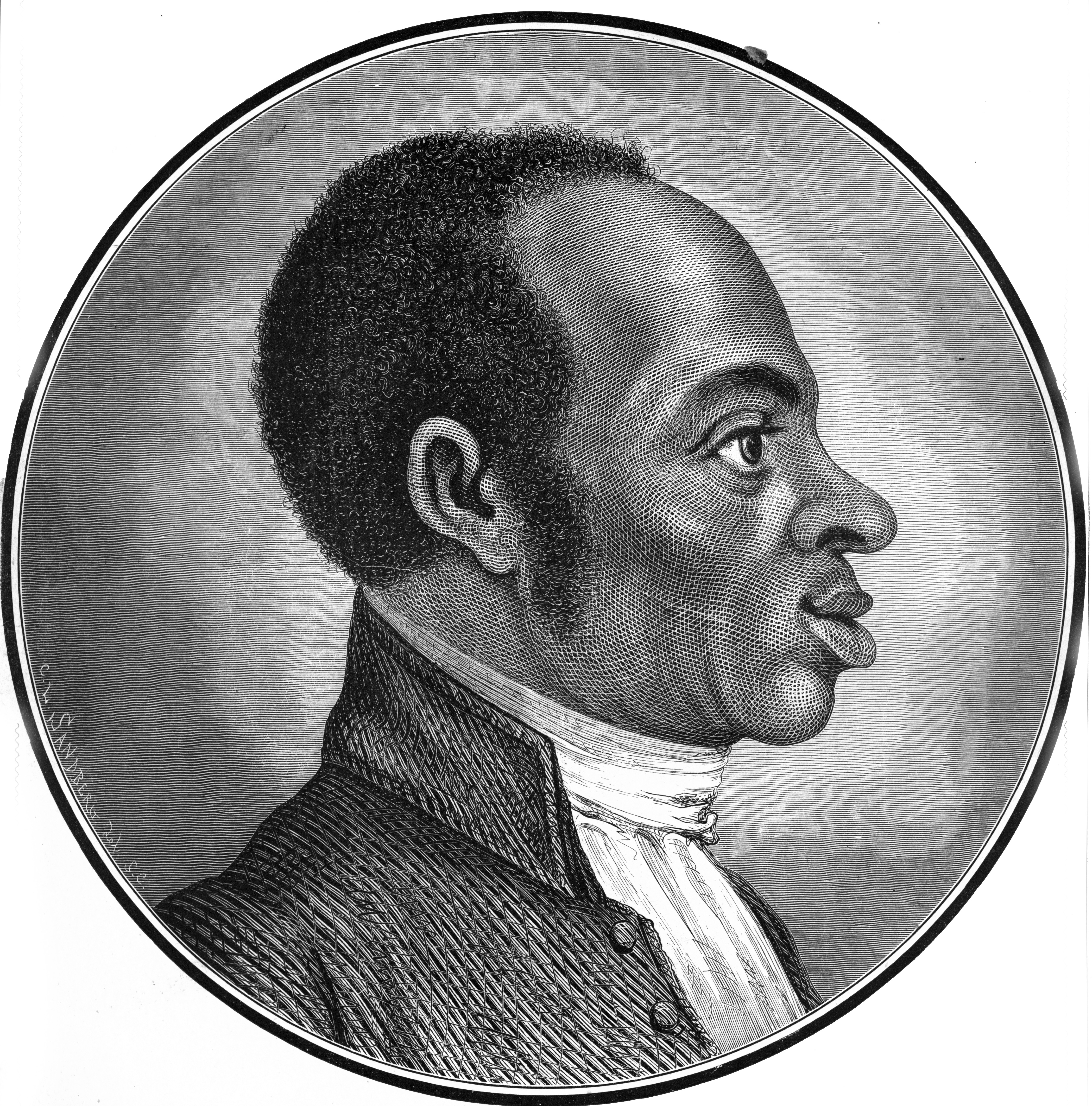
Густав Бадін на ксилографії, 1877

Бадін вивчив німецьку, французьку, латинську мови і вільно говорив і читав на них. Портрет Бадіна за шаховою партією створив придворний художник Густав Лундберг. Він знав усі таємні ходи всередині королівських замків і таємниці його стін. Сучасні щоденники описують, що Бадін називав навколишніх аристократів просто «Ви» (замість того, щоб використовувати їхні імена і титули), звертався в грубій формі до дворян і висміював релігію.
Бувши дорослим, він був дворецьким королеви, а після її смерті в 1782 році — принцеси Софії Альбертини, її дочки.
Коли королева лежала на смертному одрі в своїй заміській резиденції, вона послала Бадіна в Стокгольм по особисті документи. Після її смерті Бадін передав їх князю Фредеріку Адольфу і принцесі Софії Альбертині, які спалили їх. Молодий король Густав III розлютився. Вони посварилися, король заявив: «Хіба Ви не знаєте, чорний чоловік, що я можу змусити вас заплатити головою?». Той відповів: «Моя голова перебуває під владою вашої величності, але я не міг діяти інакше». Відносини з представниками молодшого покоління королівської родини у Бадіна були хороші, незважаючи на те, що він назвав по-дружньому герцога Карла «Містер Тютюн», а короля — «Негідник». Він був близький до принцеси Софії Альбертини і написав вірш на її день народження в 1764 році. Вона навіть намагалася втримати його при собі після 1787 року, коли вона стала ігуменею монастиря Кведлінбург.

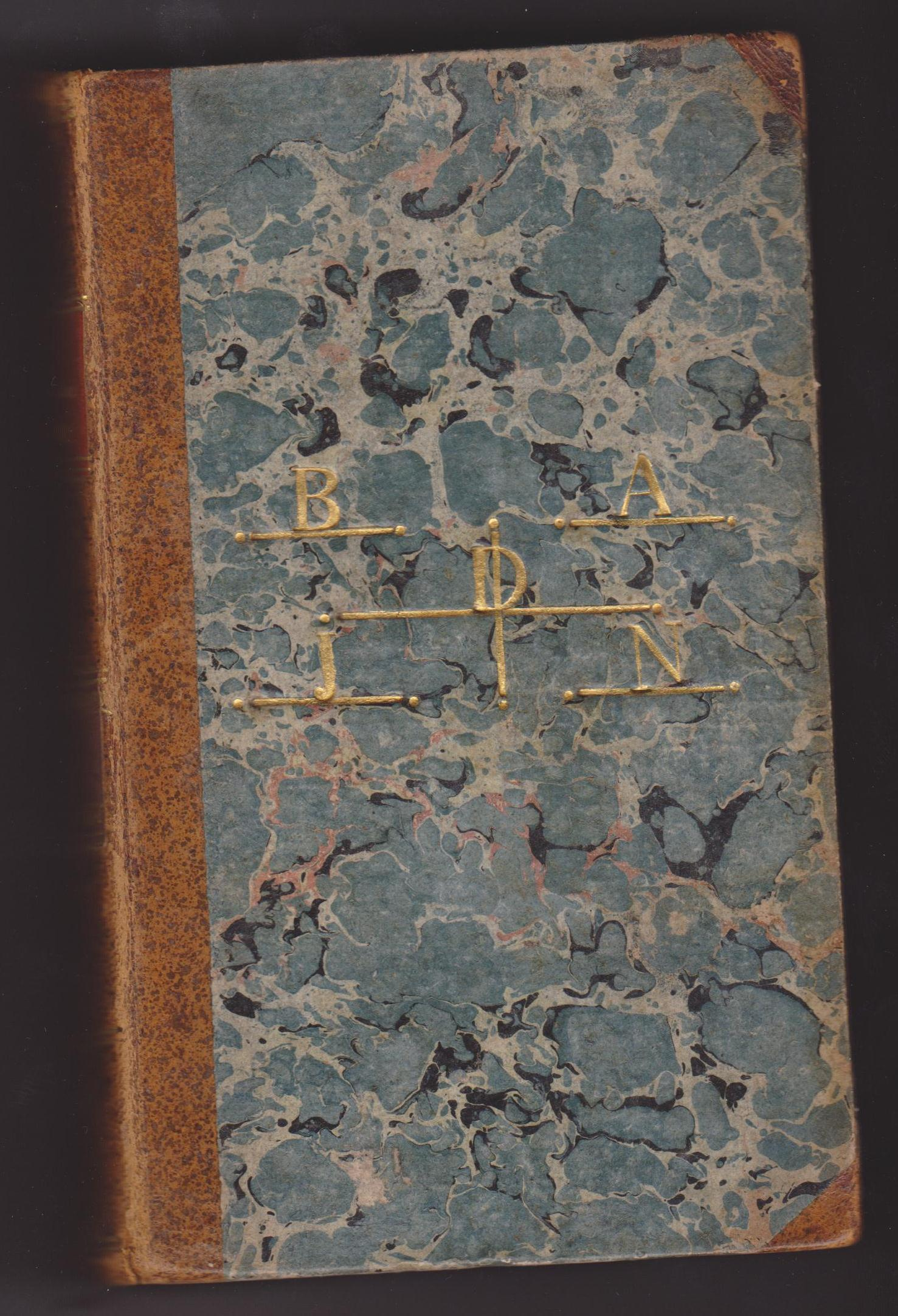
Книга з бібліотеки Густава Бадіна. Золотом на палітурці вибито напис «BADIN»

Бадін іноді допомагав придворному поету Карлу-Мікаелю Бельману складати вірші для особливих випадків. Деякі з них були опубліковані під ім'ям поета. Бадін брав участь у виставах французького театру в Bollhuset; він згаданий як танцюрист в балеті у сезоні 1769—1770 років і грав головну роль у п'єсі «Дикий Арлекін» у сезоні 1770—1771 років, у виставі він був «дикуном», який стикається з цивілізацією, також він грав у еротичній виставі за п'єсою Маріво. Бадін зібрав велику бібліотеку, що складається з 800—900 томів, переважно французькою мовою. Вона була продана в Стокгольмі в рік його смерті з друкованим каталогом. Це робить його одним з перших книжкових колекціонерів африканського походження.
Статус його був не цілком зрозумілий навіть сучасникам; він отримав кілька посад: камергер, секретар двору, балетмейстер і «державний службовець»; сам Бадін ніколи не використовував останню назву, яку король Густав III дав йому, і говорив з іронією: «Ви коли-небудь бачили чорного чиновника?». Волів сам називати себе фермером, оскільки він є власником двох ферм. Був видною фігурою серед шведських масонів.
Бадін служив послідовно трьом шведським монархам: королю Густаву III, який був убитий в 1792 році, Густаву IV (1792—1809) і Карлу XIII (1809—1818). Користуючись значним авторитетом і демонструючи відданість шведській королівській родині, Бадін рідко згадувався в документах того часу. Він помер у 1822 році в Стокгольмі у віці 75 років. Його останки поховані на кладовищі Святої Катерини в Стокгольмі.

## Особа й особисте життя
Бадін був одружений двічі, але помер бездітним. Ходили чутки, що він був батьком таємної доньки Софії Альбертини, але вони ніколи не були підтверджені. Він одружився з Елізабет Сварт (Elisabet Svart) (пом. 1798) у 1782 році і Магдаленою Елеонорою Норелл (Magdalena Eleonora Norell) в 1799 році. Він був сприйнятий сучасниками як інтелектуал і надійна людина, для якої властива неабияка самовпевненість. Хоча він був поінформований про багато секретів королівської родини і двору, проте ніколи не пишався їхнім знанням і був лояльний до королівського дому протягом всього свого життя. Його щоденники, написані французькою мовою, зберігаються в бібліотеці Університету Уппсали. У кінці життя він, як повідомляється, користувався фінансовою підтримкою з боку принцеси Софії Альбертини.

## Бадін в літературі
- Бадін — персонаж у романі «Morianen» Магнуса Якоба Крузенстольпе[ru], створеному в 1838 році, де він описаний як співучасник усіх таємниць і великих подій королівської сім'ї з 1772 року до 1809[5].